# Sphagoeme lineata
Sphagoeme lineata là một loài bọ cánh cứng trong họ Cerambycidae.